# کنت‌ول، آلاسکا
کنت‌ول (به انگلیسی: Cantwell) شهری در بخش دنالی ایالت آلاسکا است که جمعیت آن در سرشماری سال ۲۰۰۰ میلادی ۲۲۲ نفر بوده‌است.